# هاروكا ايماي
هاروكا ايماي (باليابانية: 今井遥؛ بالكانا: いまい はるか) هي متزلجة فنية يابانية، ولدت في 31 أغسطس 1993 في طوكيو في اليابان.

## وصلات خارجية
- هاروكا ايماي على موقع الاتحاد الدولي للتزلج (الإنجليزية)